# Scuttle (Software)
Scuttle ist eine freie Social-Bookmarking-Software auf Basis von PHP und MySQL. Sie wurde von Marcus Campbell entwickelt und als freie Software auch im Quelltext unter den Bedingungen der GNU General Public License (GPL) verbreitet. Die erste Veröffentlichung (Version 0.1.0) erfolgte am 21. März 2005. Als letzte Version bisher wurde 2010 Version 0.9 veröffentlicht.

## Funktionen
Scuttle unterstützt die grundlegenden Funktionen wie Social Tagging, öffentliche und private Links, Benutzerverwaltung und mehrere Sprachen. Außerdem ist das Importieren von Lesezeichen aus dem lokalen Webbrowser und von der bekannten Social-Bookmarking-Website delicious möglich.
Es unterstützt großteils die Programmierschnittstelle von delicious, wodurch zahlreiche für delicious geschriebene Software-Werkzeuge nach geringfügigen Anpassungen auch mit Scuttle zusammenarbeiten. Es fehlt jedoch ein Administrator-Backend, die Einstellungen werden direkt über Textdateien vorgenommen. Die Weiterentwicklung Semantic Scuttle bietet Captchas zum Schutz vor Spam und einige weitere Funktionen, das kommerziell erhältliche Scuttle Plus bietet das fehlende Administrator-Backend an. Datensicherungen können über MySQL-Administrationswerkzeuge oder über eine XML-Ausgabe aller Einträge getätigt werden. Es bietet einen RSS-Feed, über den die neuesten Änderungen automatisiert abgefragt werden können. Eingepflegte Lesezeichen können Web-weit sichtbar, nur registrierten Benutzern zugänglich oder als privat geschaltet werden.